# Live at the Sands Hotel
Live at the Sands Hotel – album muzyczny ze ścieżką dźwiękową z koncertu Deana Martina, który odbył się 8 lutego 1964 w Sands Hotel w Las Vegas. Został wydany w 1998 roku, dwa lata po śmierci piosenkarza. 